# Streptococcus minoriae
Streptococcus minoriae (łac. Streptococcus – nazwa pochodząca od greckiego "streptos" oznaczającego coś łatwo wyginającego się) – bakteria z rodziny paciorkowców, zaliczany do ziarniaków. Jest czynnikiem etiologicznym zakażenia układu moczowego. Przenoszona drogą płciową oraz w wyniku nieprzestrzegania zasad podstawowej higieny osobistej. Istnieje ryzyko zakażenia płodu podczas porodu i wywołania wrodzonego zapalenia płuc noworodka.
Bakteria ta jest wrażliwa na antybiotyki z grupy makrolidów. Na świecie odnotowano kilka przypadków odporności bakterii na te antybiotyki. W przypadku braku leczenia predysponuje do cięższego przebiegu schorzenia.